# Boulevard Rosario Vera Peñaloza
El Boulevard Rosario Vera Peñaloza es una de las cinco avenidas que conectan la isla de Puerto Madero con el centro de la ciudad de Buenos Aires, atravesando una tira de diques artificiales sobre una serie de puentes giratorios.
La obra del puerto fue realizada por la compañía inglesa Thomas Walker & Co. según los planos realizados por los ingenieros Hawkshaw, Son & Hayter para el empresario Eduardo Madero. La primera etapa fue inaugurada en 1889, y la última en 1898, incluyendo los cinco puentes giratorios y las avenidas de acceso.
Ubicada al sur del centro de la ciudad, la calle Estados Unidos ingresaba al puerto desde el barrio tradicional de San Telmo, una zona con poco peso industrial y comercial. Una vez cruzado el puente, seguía apenas unos cien metros, para doblar 90° y seguir hacia el sur. Esa parte del puerto fue la menos desarrollada, teniendo construcciones menos importantes que los grandes silos que se veían sobre las calles Belgrano o Cangallo, y una playa de maniobras de ferrocarril.
Luego de la decadencia y el abandono de Puerto Madero durante la mayor parte del siglo XX, se creó la Corporación Antiguo Puerto Madero, un ente estatal compartido entre los gobiernos nacional y de la ciudad para la transformación de la zona en un nuevo barrio de alta categoría y usos residenciales, comerciales y recreativos. En 1993 se eligió el proyecto urbano para el trazado de las nuevas calles y en 1995, el Concejo Deliberante eligió los nombres. Las avenidas de acceso se mantuvieron, y Estados Unidos fue prolongada hasta la Avenida Calabria y recibió el nombre de Rosario Vera Peñaloza, una renombrada maestra argentina.
Fue diseñada como un amplio boulevard con canteros, palos borrachos y otras plantas, según el proyecto de los arquitectos Joselevich, Novoa, Garay, Magariños, Sebastián y Vila, a fines de la década de 1990. A sus lados se construyeron bloques bajos de departamentos, el Hotel Madero, el conjunto Zencity y se inauguraron los parques Micaela Bastidas (diseñado por los mismos arquitectos del boulevard) y María Eva Duarte de Perón.
El boulevard termina en la Avenida Calabria, adonde continúa como calle angosta con el nombre de Padre Migone, junto al Anfiteatro de Costanera Sur. Al llegar a la Avenida Achával Rodríguez se encuentra la Fuente de las Nereidas, esculpida por Lola Mora.
- Datos: Q5554905